# اپیسیلین
اپیسیلین (انگلیسی: Epicillin)یک آنتی بیوتیک از دسته آمینوپنی‌سیلین ها است. این دارو توسط سازمان غذا و دارو آمریکا برای مصرف در ایالات متحده مورد تایید قرار نگرفته است.